# Hugo Bryan Monte
Hugo Bryan Montes dos Santos (São João de Meriti, 6 de abril de 2003) es un jugador de balonmano brasileño que juega de lateral izquierdo en el Montpellier Handball. Es internacional con la selección de balonmano de Brasil.
Su primer gran campeonato con la selección fue el Campeonato Mundial de Balonmano Masculino de 2023.

## Palmarés

### Selección nacional
| Juegos Panamericanos                      | Juegos Panamericanos | Juegos Panamericanos | Juegos Panamericanos |
| Año                                       | Lugar                | Medalla              |                      |
| ----------------------------------------- | -------------------- | -------------------- | -------------------- |
| 2023                                      | Santiago de Chile    | Medalla de plata     |                      |
| Campeonato Sudamericano y Centroamericano |                      |                      |                      |
| Año                                       | Lugar                | Medalla              |                      |
| 2024                                      | Buenos Aires         | Medalla de oro       |                      |

## Clubes
| Club                 | País    | Año       |
| -------------------- | ------- | --------- |
| EC Pinheiros         | Brasil  | 2021-2023 |
| Montpellier Handball | Francia | 2023-Act. |